# Eine Sekunde
Eine Sekunde (Originaltitel: chinesisch 一秒鐘 / 一秒钟, Pinyin Yī miǎo zhōng – „Eine Sekunde“, internationaler Titel: englisch One Second) ist ein chinesischer Spielfilm von Zhang Yimou aus dem Jahr 2020. Die Tragikomödie, zu der der Regisseur gemeinsam mit Zou Jingzhi auch das Drehbuch verfasste, spielt zur Zeit der chinesischen Kulturrevolution in den 1970er-Jahren. Im Mittelpunkt der Handlung steht ein Häftling (dargestellt von Zhang Yi), der aus einem Arbeitslager geflohen ist, um unter allen Umständen eine bestimmte Filmsequenz in einer Wochenschau zu sehen.
Die Uraufführung des Films, der als „Liebesbrief“ des Regisseurs an das Kino beworben wurde, sollte ursprünglich im Februar 2019 im Wettbewerb der 69. Berlinale stattfinden. Offiziell aufgrund von „technischen Problemen“ in der Nachproduktion wurde Eine Sekunde im letzten Moment zurückgezogen. Es war das erste Mal in der Geschichte des Festivals, dass dies mit einem Wettbewerbsfilm geschah. Daraufhin überschlugen sich die Spekulationen um eine mögliche Zensur der chinesischen Behörden und der Ruf nach Kunstfreiheit wurde laut. Im selben Jahr wurden weitere chinesische Filme aus demselben Grund zurückgezogen, wobei Zhang der prominenteste Regisseur blieb, dem dieser Zwischenfall passierte.
Zhangs Regiearbeit wurde nach einem Nachdreh erst über 21 Monate später, am 27. November 2020, in einer bemessen nach der Laufzeit leicht gekürzten Fassung in den chinesischen Kinos veröffentlicht. Wenige Tage zuvor hatte es erneut einen Zwischenfall gegeben. Eine Sekunde sollte als Eröffnungsfilm des prestigeträchtigen Golden Rooster and Hundred Flower Film Festivals uraufgeführt werden. Einen Tag vor dem geplanten Termin wurde der Film erneut aus „technischen Gründen“ zurückgezogen.

## Handlung
Der Nordwesten Chinas, Mitte der 1970er-Jahre: Der Häftling Zhang Jiusheng ist aus einem Arbeitslager geflohen. Obwohl er damit das Risiko eingeht, eine noch längere Strafe zu erhalten, ist er von dem Wunsch beseelt, eine ganz bestimmte propagandistische Wochenschau der chinesischen Regierung zu sehen. In dieser könnte er noch einmal einen Blick auf seine verstorbene Tochter erhaschen. Dabei nimmt er bei hohen Temperaturen den strapaziösen Weg durch eine einsame Wüstenlandschaft in Kauf, ehe er halb verdurstet von einem Lastwagenfahrer aufgegabelt wird.
Ebenfalls die Wüste durchquert die junge Liu. Das Waisenmädchen verfolgt eigene verzweifelte Motive, die sich aus persönlichem Verlust und der Hoffnung auf Erlösung ergeben. Dafür ist Liu auf der Suche nach einer bestimmten Menge an Filmabfallmaterial, das sie zur Dekoration eines Lampenschirms nutzt. Als es Zhang Jiusheng gelingt, in einem Dorf durch den selbstbewussten Filmvorführer „Movie Fan“ an einer Filmvorstellung teilzunehmen, wird die ihm wichtige Filmrolle durch Liu gestohlen. Die silberne Filmdose, die genau die Filmsekunde enthält, die der Geflüchtete entgegenfiebert, wandert daraufhin von Hand zu Hand. Später wird das Filmmaterial beinahe zerstört. Gemeinsam mit anderen Dorfbewohnern gelingt Zhang Jiusheng und „Movie Fan“ die Rettung des Materials. Am Ende darf Zhang Jiusheng durch die Filmvorführung für eine Sekunde einen Blick auf seine verstorbene Tochter werfen.

## Entstehungsgeschichte

### Projektentwicklung

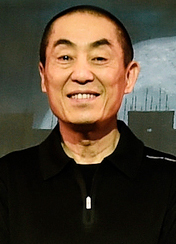
Zhang Yimou (2015)

Eigenen Angaben zufolge hatte Zhang Yimou schon lange mit dem Gedanken gespielt, Technik und Umgang von photochemischen Filmen in einem seiner Werke aufzugreifen. Der chinesische Regisseur und Drehbuchautor hatte seine Karriere als Kameramann begonnen und bedauerte, dass das physische Filmformat durch digitale Produktionsmethoden verdrängt worden war.

„Nach dem Ende der Zelluloid-Ära sind wir alle in diese neue digitale Epoche eingetreten. Erinnerungen an physische Filme sind im Nebel der Zeit verborgen. Ich fürchte, viele junge Regisseure haben kaum einen physischen Film benutzt oder sogar gesehen […] Ich glaube, heutzutage kennen weniger Regisseure diese Methoden mehr als ich. Angesichts des Mangels an Geräten, die durch eine damals verwahrloste Umgebung begrenzt war, mussten wir unsere eigenen Wege erfinden, um mit Filmen umzugehen.“

### Drehbuch und Vorproduktion
Aus Nostalgie wollte Zhang die alte Technik in einer „bodenständigen und einfachen Geschichte“ wiederaufleben lassen und engagierte 2018 Zou Jingzhi für das Verfassen des Drehbuchs. Der preisgekrönte Autor hatte zuvor an Skripten zu epischen Blockbustern wie Wong Kar-Wais The Grandmaster (2013) mitgearbeitet. Das Drehbuch war in kurzer Zeit fertiggestellt und mit Zhang Yi und Fan Wei wurden erfahrene Schauspieler für die männlichen Hauptrollen des entflohenen Häftlings und Filmvorführers verpflichtet. Schwieriger gestaltete sich der Casting-Prozess für die weibliche Hauptrolle des Mädchens Liu. Ungefähr 3000 Kandidatinnen sprachen für den Part vor, unter denen Zhang Liu Haocun entdeckte. Obwohl die Schülerin über keinerlei Schauspielerfahrung verfügte, verpflichtete er sie. Zhang zeigte sich vor allem von ihren großen Augen und ihrer inneren Stärke beeindruckt, die seiner Meinung nach der Rolle eines wilden, aber reinherzigen Mädchens vom Lande entsprach.

### Dreharbeiten
Die Dreharbeiten für Eine Sekunde fanden innerhalb von 46 Tagen in der Wüste Gobi statt. Als Drehorte fungierte die alte Oasenstadt Dunhuang an der Seidenstraße im Nordwesten der westchinesischen Provinz Gansu. Diese ist bekannt für ihre eindrucksvolle Wüstenlandschaft. Zhang habe fast zehn Jahre an der Umsetzung des Films gearbeitet. Das Projekt wurde auch wiederholt als „Liebesbrief“ des Regisseurs an das Kino beworben. Bei der späteren Uraufführung des Films in Peking bezeichnete Zhang seinen Film als Herzensprojekt, Jugenderinnerung und Erfüllung eines persönlichen Wunsches. Er hatte die Befürchtung gehabt, den Dreharbeiten in der Wüste mit steigendem Alter nicht mehr gewachsen zu sein. Dabei kritisierte er auch den gegenwärtigen Trend von Investoren auf kommerzielle Blockbuster zu setzen, was ihm die Finanzierung seines Films erschwert habe.

„Selbst ein Regisseur mit Ruhm wie ich kann wahrscheinlich nur ein paar Filme wie diesen machen, denn wenn ein Film kein Geld verdienen kann, wird niemand weiter in sie investieren wollen. Filmemacher wie wir hoffen immer, die Gelegenheit zu haben, an die Ära des Kinofilms zu erinnern und die Erfahrungen auf unsere eigene Weise zusammenzufassen. Es ist nicht einfach, aber mein Wunsch ist erfüllt.“

### Einladung zur Berlinale
Eine Sekunde wurde 2019 in den Wettbewerb der 69. Berlinale eingeladen. Dort war Zhangs Regiearbeit als Weltpremiere programmiert und sollte als letzter der 17 Beiträge im Wettbewerb um den Goldenen Bären gezeigt werden. Für Zhang war es die fünfte Wettbewerbseinladung nach Berlin, nachdem er bereits dort 1988 für seine erste Einladung Rotes Kornfeld den Hauptpreis gewonnen hatte. Damit war die Berlinale auch das erste große internationale Filmfestival, das die Leistung des chinesischen Kinos honoriert hatte.
Zhang selbst wurde mit Beginn der Kulturrevolution 1966 wie Millionen anderer junger Chinesen auch zur Umerziehung aufs Land geschickt. Sein Vater hatte während des Chinesischen Bürgerkriegs als Offizier in der nationalistischen Kuomintang-Armee gedient und war nach der Machteroberung der Kommunisten 1949 geächtet. Diese Erfahrung reflektierte der spätere Filmregisseur Zhang in vielen seiner Werke. Daher wurde Eine Sekunde von der Berlinale auch entsprechend angekündigt und als sein persönlichster Film seit langer Zeit antizipiert:

„Das Leben und die Traditionen in den entlegenen Gegenden sind ihm [Zhang] vertraut wie auch die dortige Begeisterung für das Kino als Abwechslung vom harten Alltag. In Eine Sekunde verbeugt sich der Filmemacher vor seinem Medium und feiert das Kino als Gemeinschaftserlebnis über den Film hinaus.“

Einem Bericht des Hollywood Reporter zufolge sei der Film vor der Berlinale in nicht-öffentlichen Vorführungen unter ausgewählten Branchenvertretern in Peking gezeigt worden. Zwei eingeladene CEOs großer Pekinger Filmstudios bezeichneten Eine Sekunde als Zhangs besten Film seit Jahren und zeigten sich optimistisch, dass er ein zweites Mal mit dem Goldenen Bären ausgezeichnet werden könnte. Das Jahr 2019, in dem die Volksrepublik China offizielle Feierlichkeiten zum 70. Jahrestag ihres Bestehens organisierte und in dem sich auch zum 30. Mal das Tian’anmen-Massaker jährte, machten es zu einem besonders politisch sensiblen Jahr.

### Rückzug aus dem Berlinale-Wettbewerb

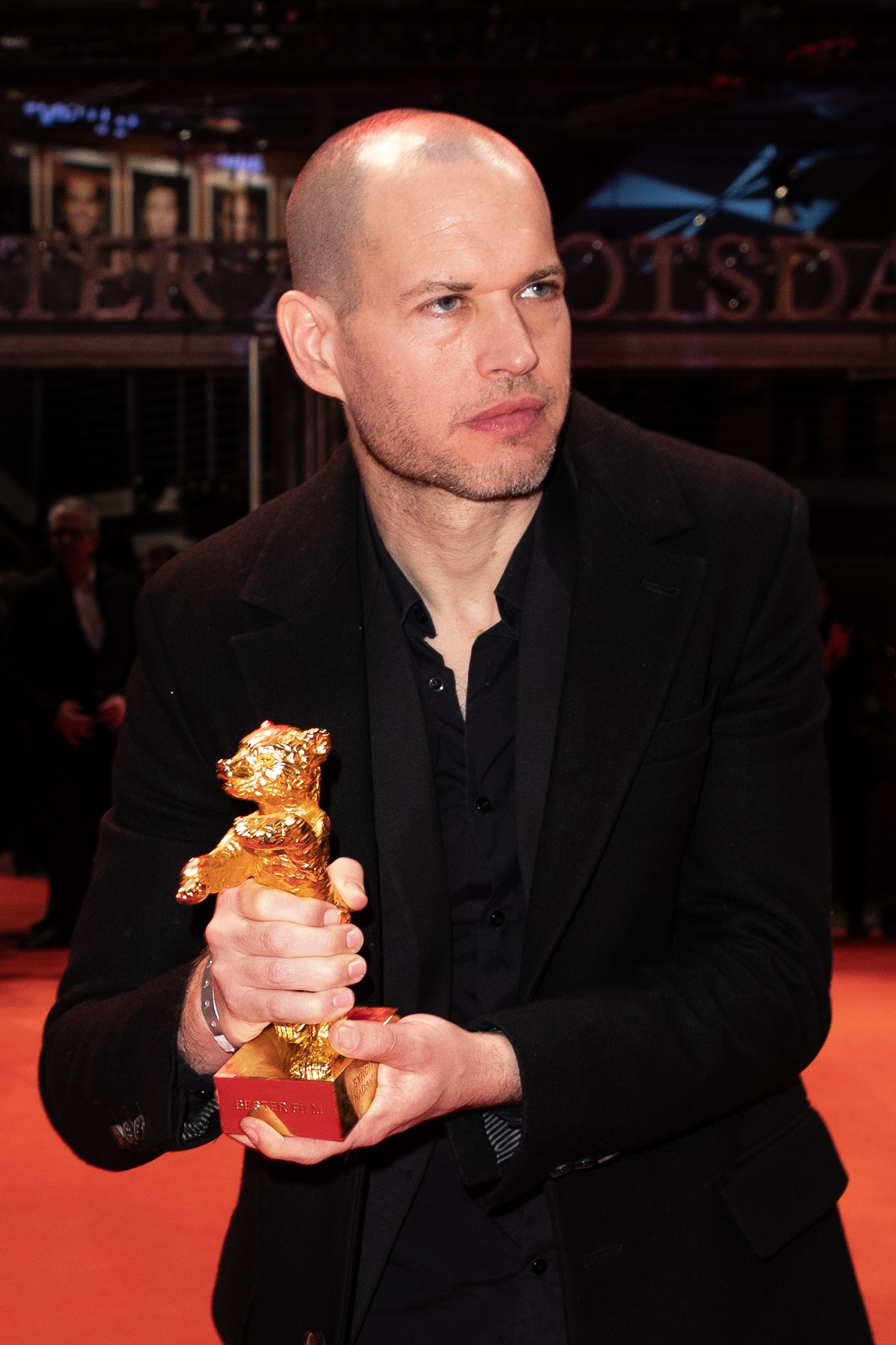
Nadav Lapid mit dem gewonnenen Goldenen Bären für Synonymes nach der Berlinale-Preisverleihung 2019

Am 11. Februar 2019, vier Tage vor der geplanten Uraufführung auf der Berlinale, gab die Festivalleitung bekannt, dass Eine Sekunde aufgrund von „technischen Problemen bei der Post-Production“ nicht am 15. Februar im Wettbewerb gezeigt werden könne. Der Eintrag zu Zhangs Regiearbeit wurde auf der Berlinale-Website gelöscht. Daraufhin konkurrierten nur 16 Filme um den Goldenen Bären, den das Drama Synonymes des israelischen Regisseurs Nadav Lapid gewinnen sollte. Statt Eine Sekunde wurden die frei werdenden Programmplätze mit Zhangs bereits 2002 veröffentlichtem Wuxia-Film Hero besetzt. Es war das erste Mal in der Geschichte des Festivals, dass ein Wettbewerbsfilm während der Berlinale zurückgezogen wurde.
Eine Sekunde war der zweite chinesische Beitrag, der aus dem Berlinale-Programm 2019 zurückgezogen wurde. Wenige Tage vor Beginn des Festivals war bereits die Aufführung von Shao nian de ni (Better Days) von Derek Kwok-cheung Tsang in der Sektion Generation 14plus von der Festivalleitung abgesagt worden. Die Geschichte um eine gemobbte Schülerin (dargestellt von Zhou Dongyu) die sich mit Hilfe eines Kleinkriminellen zur Wehr setzt, war zuvor im Berlinale Journal als „schonungslose Gesellschaftskritik mit einer märchenhaften Liebesgeschichte“ angekündigt worden. In der Nebensektion Panorama wurde der chinesische Film The Shadow Play von Lou Ye gezeigt. Der sich für Kunstfreiheit aussprechende Regisseur berichtete, dass er mit diesem Projekt den bis dahin schwierigsten Zensurprozess seiner Karriere überstanden habe. The Shadow Play ist ein Film noir über „Korruption und Bauskandale […] und […] Menschen, die sich rücksichtslos bereichern wollen“ und habe zwei Jahre für die Freigabe gebraucht.

## Aufführungsgeschichte und Rezeption

### Reaktionen auf der Berlinale

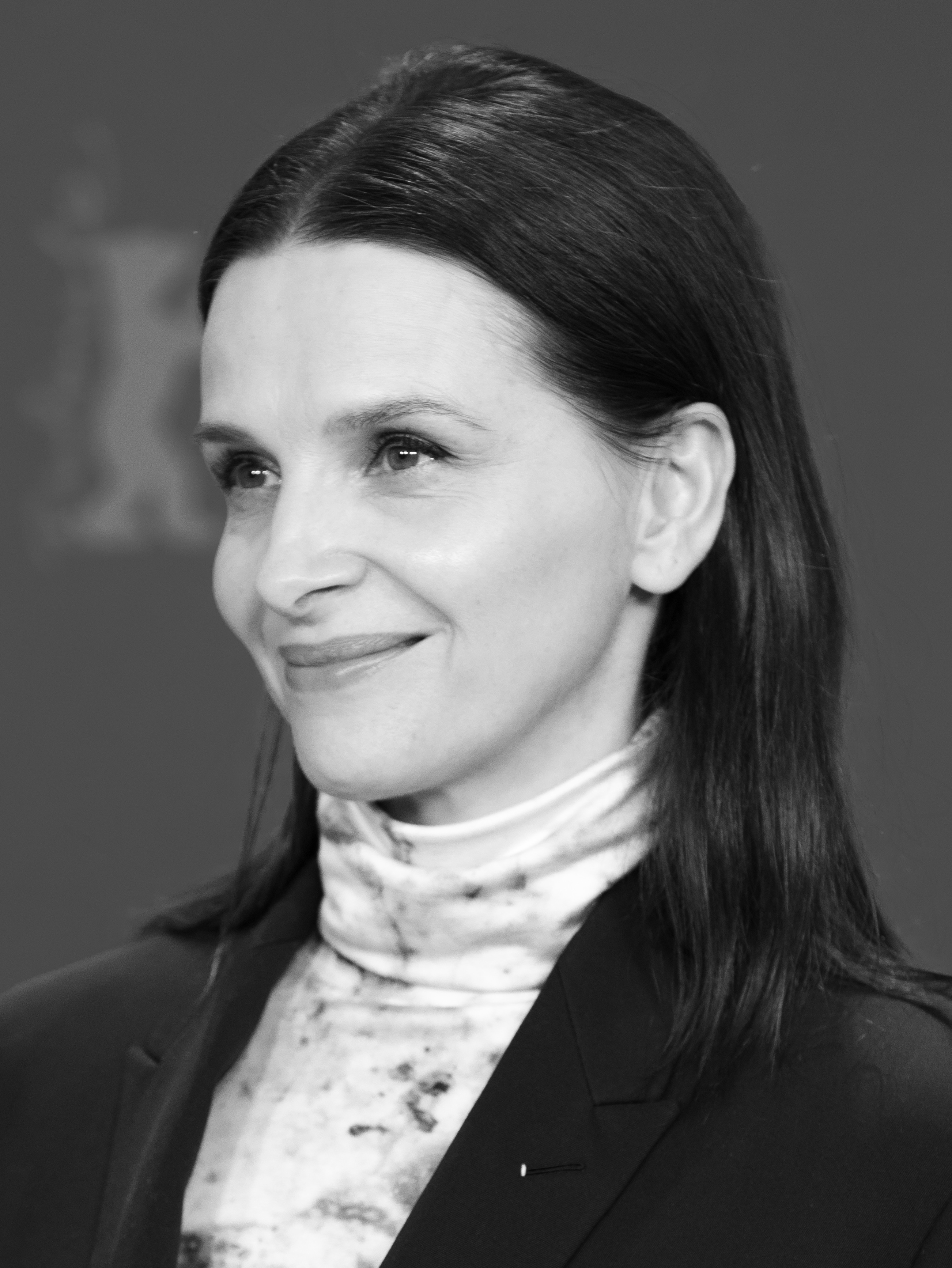
Juliette Binoche während der Berlinale 2019

Nach dem Rückzug von Eine Sekunde aus dem Berlinale-Wettbewerb 2019 überschlugen sich die Spekulationen um eine mögliche Zensur der chinesischen Behörden und der Ruf nach Kunstfreiheit wurde laut. Die französische Jurypräsidentin Juliette Binoche bedauerte bei der abschließenden Preisverleihung im Namen der übrigen Jurymitglieder, dass der Film nicht gezeigt werden konnte. Direkte Kritik an der chinesischen Regierung wurde aber nicht geübt. Auch die an dem Film beteiligten Produktions- und Vertriebsfirmen Huanxi Media und Edko Films gaben keine Kommentare ab.

„Zhang war eine wichtige Stimme im internationalen Kino. Wir brauchen Künstler, die uns helfen, die Geschichte zu verstehen […] Wir hoffen, dass dieser Film bald auf der ganzen Welt zu sehen sein wird.“

Verena Lueken (Frankfurter Allgemeine Zeitung) vermutete in der Filmhandlung von Eine Sekunde „einen autobiographischen Kern […] und damit möglicherweise eine besondere erzählerische Intensität“ und spekulierte über politische Gründe für den Rückzug des Films. Möglicherweise habe Unsicherheit bei Behörden und Produktionsfirmen über neue Zensurbestimmungen geherrscht, die die chinesische Regierung als politisches Druckmittel einsetzen könnte. In einem „Programm ohne […] herausragende Höhepunkte“ hätte Zhangs Abschlussfilm, in dem er wahrscheinlich nach „computeranimierten Spektakeln und der Eröffnungsfeier der Pekinger Olympischen Spiele auf ganz anderem Grund bewegte“ zu seinen Wurzen zurückgekehrt wäre, „großartig werden können“. „Zhang Yimou brachte gänzlich neue Bilder auf die Leinwand. Man konnte durch ihn ein Kino entdecken, das von sinnlicher Schönheit war, diese Schönheit feierte – und gleichzeitig politischen Sprengstoff in sich trug“, so Lueken.
Frédéric Lemaître (Le Monde) zufolge habe der Rückzug des Films in China für eine „immense Enttäuschung“ beim Publikum gesorgt. Auf dem chinesischen Mikroblogging-Dienst Sina Weibo hätten 160 Mio. Internetnutzer nach dem Grund für die Programmänderung gesucht. Lemaître sah in dem Ausschluss von Eine Sekunde und Shao nian de ni (Better Days) die Stärkung der Zensur bestätigt, sowie Pekings Wunsch, die Filmindustrie zu übernehmen. Lemaître verwies auch auf die Absetzung von populären historischen Fernsehserien auf regionalen Kanälen, nachdem chinesische Staatsmedien ihren „negativen Einfluss auf die Gesellschaft angeprangert hatten“. Dazu zählte auch Yu Zhengs Serie Die Geschichte des Palastes Yanxi, die im Sommer 2018 mehr als sieben Mrd. Mal gestreamt worden sei.
Xifan Yang und Katja Nicodemus (Die Zeit) bedauerten, dass sich mit der Vorführung von Eine Sekunde für den Regisseur „ein Kreis geschlossen“ hätte. Zhang habe mit Rotes Kornfeld „eines neuen chinesischen Kinos, der sogenannten fünften Generation“ begründet, seine Filme wurden im Ausland gefeiert, aber in China immer wieder verboten. Für ihn habe sich vor etwa zehn Jahren durch die Inszenierung „vor allem politisch unverdächtige[r] Kampfkunst- und Historienfilme“ und der Eröffnungs- und Abschlussfeier bei den Olympischen Spielen eine Rehabilitierung angedeutet. In Hinblick auf den erfolgreichen Zensurprozess bei Lou Yes The Shadow Play schlossen beide nicht aus, „dass sich der Kreis für Zhang Yimou noch schließen“ werde. Sie zitierten einen chinesischen Sina-Weibo-Nutzer: „]Ein technisches Problem[ löst alle Probleme“.
Die New York Times zitierte mit Zhang Xianmin einen der führenden unabhängigen Filmproduzenten Chinas, der erklärte: „Die Aufsicht ist strenger geworden […] Der Raum für unabhängige Filme schrumpft“.

### Mögliche Erklärungsversuche
Variety bezeichnete die Phrase „technische Gründe“ sowohl als einen „Euphemismus als auch eine Realität für chinesische Filmemacher“. Keiner von diesen könne behaupten einen Film fertiggestellt zu haben, bis die Aufsichtsbehörde jedes Detail genehmigt habe. „Kein chinesischer Regisseur oder Produzent, wie geschickt, anerkannt oder wohlhabend er auch sein mag, hat das letzte Wort über seinen Film. Das liegt bei der chinesischen Regierung“, so der amerikanische Branchendienst. Variety mutmaßte, dass das Drehbuch von den chinesischen Aufsichtsbehörden genehmigt worden war, Eine Sekunde aber das hochsensible Thema Kulturrevolution zum Verhängnis geworden sein könnte. 2017 sei im Rahmen des Gesetzes zur Förderung der chinesischen Filmindustrie eine zusätzliche explizite „Ausreisegenehmigung“ in Kraft getreten, um einen Film auf einem ausländischen Festival einzureichen. Diese Regelung sei erst im Jahr 2019 strikt angewendet worden. Zuvor hatte nur ein Vorhandensein des sogenannten Drachensiegels ausgereicht. Es wird als Titelkarte vor jedem Film eingeblendet und bestätigt, dass alle lokalen und nationalen Zensurprozesse abgeschlossen wurden. Mit der neuen „Ausreisegenehmigung“ sei gewährleistet, dass Filmlänge und Dialoge nicht mehr geändert und zusätzliche Produzenten oder Investoren außen vor bleiben. Bei den ebenfalls 2019 eingeladenen chinesischen Berlinale-Wettbewerbsbeiträgen Bis dann, mein Sohn von Wang Xiaoshuai und Öndög von Wang Quan’an hätten diese Genehmigungen vorgelegen, bei Eine Sekunde sowie Better Days sei dies unklar geblieben. Bereits 1994 war Zhangs Film Leben!, der beim 47. Filmfestival von Cannes mehrere Preise gewonnen hatte, in China mit einem Aufführungsverbot belegt worden. Ferner sei 2018 die Verantwortung über die Unterhaltungsindustrie vom Staatsrat auf die Propaganda-Abteilung der Kommunistischen Partei übergegangen, was zu einer Verschärfung der ideologischen Kontrollen geführt habe.

### Verhinderter Start beim Filmfestival von Cannes
Medien spekulierten über eine mögliche Premiere von Eine Sekunde beim folgenden 72. Filmfestival von Cannes im Mai 2019. Zhangs Film wurde nicht ins Programm aufgenommen, obwohl mit dem Regiedebüt Summer of Changsha des Schauspielers Zu Feng ein Kriminalfilm in der Nebenreihe Un Certain Regard gezeigt wurde, der über keine Genehmigungen der chinesischen Zensur verfügte. Aufgrund „technischer Gründe“ waren weder Regisseur noch Teilnehmer des Filmteams von Summer of Changsha in Cannes anwesend.

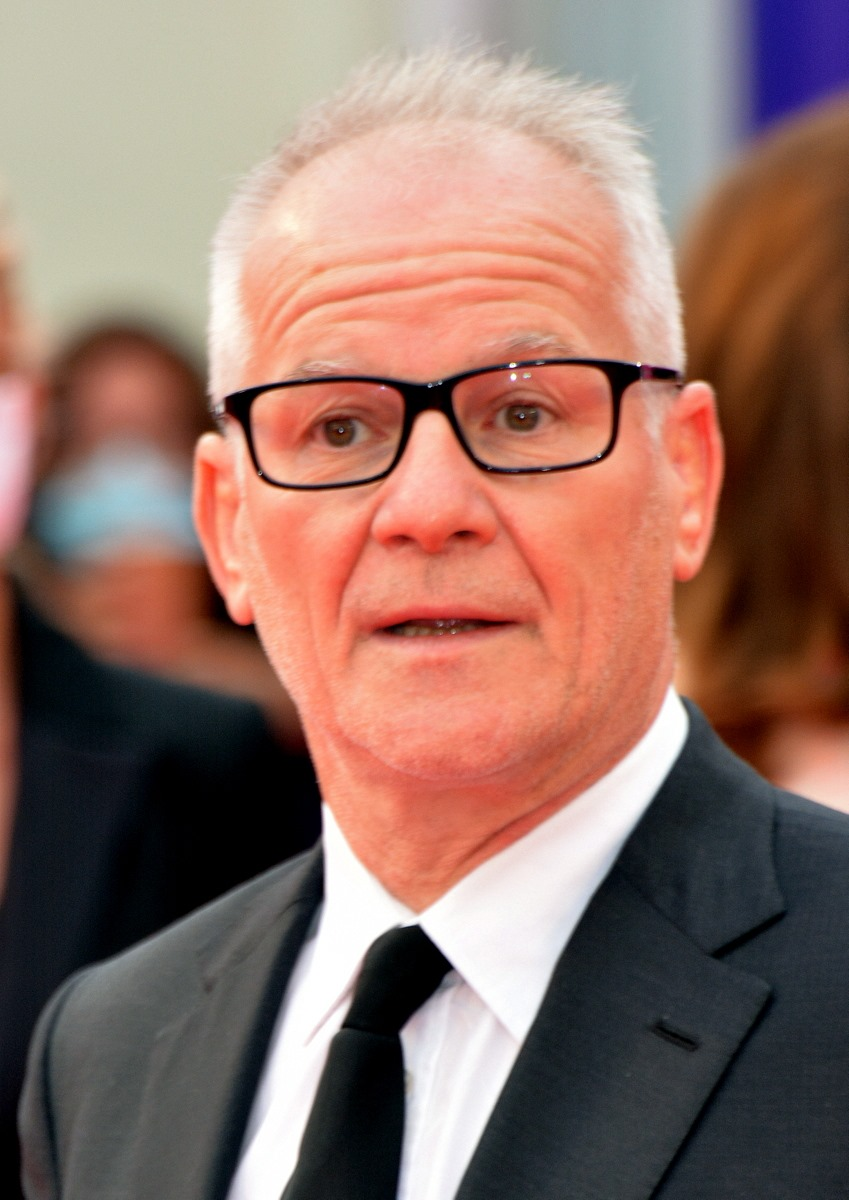
Thierry Frémaux, künstlerischer Leiter des Filmfestivals von Cannes

Dem Hollywood Reporter zufolge, sei Zhang kurz vor Beginn der Berlinale darüber informiert worden, dass der Film aufgrund seines sensiblen Themas keine „Ausreisegenehmigung“ erhalten hatte. Ein hochrangiger Mitarbeiter aus der Propaganda-Abteilung der Kommunistischen Partei habe den Film gesehen und einer Vorführung im Ausland widersprochen. Der übrig gebliebene Zeitraum sei für Zhang zu kurz gewesen, um Eine Sekunde noch vor der Uraufführung in Berlin überarbeiten und rechtzeitig eine Genehmigung für den Wettbewerb erhalten zu können. Auch eine zweite Filmversion, die er für das 72. Festival in Cannes einreichen wollte, habe im März 2019 keine Genehmigung der Zensurbehörden erhalten. Zhang zählte dort den künstlerischen Leiter Thierry Frémaux zu seinen langjährigen Freunden und er hatte in den 1990er-Jahren dreimal am Wettbewerb um die Goldene Palme (Großer Preis der Jury 1994 für Leben!) teilgenommen. Nachdem eine mögliche Premiere in Cannes nicht zustande gekommen war, habe Zhang ab Anfang Mai 2019 mit der Arbeit an einer dritten Version seines Films begonnen.
Im Juni 2019 kam es am Vorabend des Internationalen Filmfestivals Shanghai erneut dazu, dass ein chinesischer Film aufgrund „technischer Probleme“ nicht gezeigt werden konnte. Dabei handelte es sich um das von Guan Hu inszenierte patriotische Kriegsdrama Bābǎi (The Eight Hundred) über den Zweiten Japanisch-Chinesischen Krieg, das als Eröffnungsfilm vorgesehen war. Der Film sollte letztendlich erst im August 2020 in China veröffentlicht werden und sich nach der COVID-19-Pandemie weltweit zur finanziell erfolgreichsten Kinoproduktion des Jahres entwickeln. Mit Bong Joon-hos preisgekrönter südkoreanischer Sozialsatire Parasite wurde Ende Juli 2020 ein fünfter Film aus „technischen Gründen“ zurückgezogen, diesmal als Abschlussfilm des chinesischen FIRST Film Festivals in Xining.

### Nachdreh und Freigabe durch Zensurbehörden
Ende September 2019 gab Huanxi Media bekannt, dass Eine Sekunde möglicherweise im kommenden Frühjahr in China veröffentlicht werden könnte. Bei einem Besuch des Internationalen Filmfestivals in Pingyao im Oktober 2019 zeigte sich Regisseur Zhang „noch unsicher“ darüber, wann sein Film veröffentlicht werde. Eine Veröffentlichung von Eine Sekunde im Frühjahr 2020 erfolgte nicht. Zur selben Zeit begann der weltweite Ausbruch der Atemwegserkrankung COVID-19 („Corona“), der auch zu Einschränkungen beim Kinobetrieb führte. Ein im Mai 2020 veröffentlichter Bericht des amerikanischen Branchendiensts Variety schürte weiter die Hoffnung, der Film könne 2020 in die chinesischen Kinos kommen.

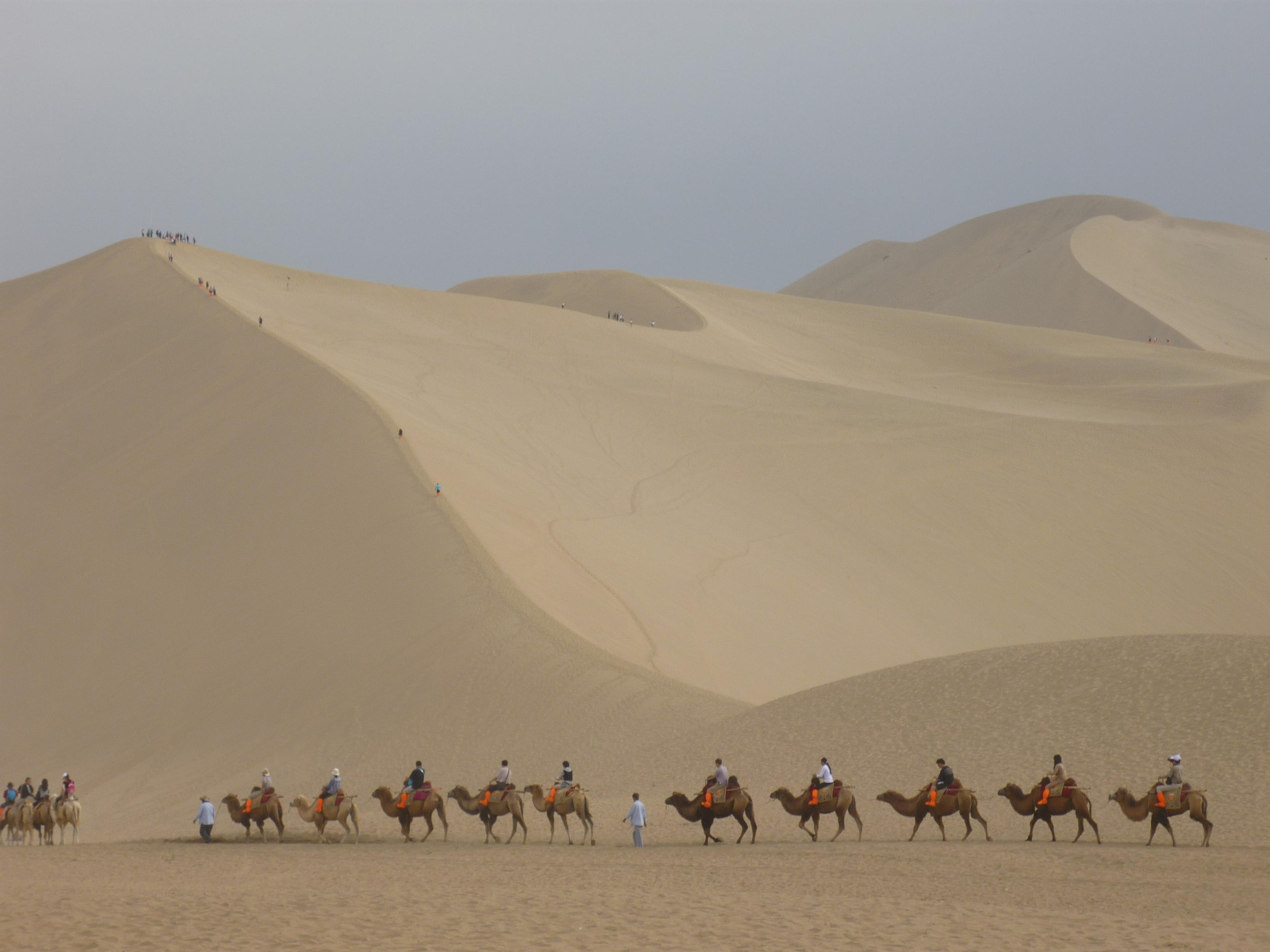
Blick auf die „widerhallenden Sanddünen“ von Dunhuang, wo die Dreharbeiten stattfanden

Im September 2020 berichteten chinesische Medien, dass Eine Sekunde die Zensur der chinesischen Behörden erfolgreich durchlaufen habe. Allerdings mit einer Spielzeit von 104 Minuten, eine Minute kürzer als jene Fassung, die für den Wettbewerb der Berlinale 2019 angekündigt worden war. Weiterhin habe die Filmcrew im Oktober 2019 für weitere Dreharbeiten nach Dunhuang zurückkehren müssen. Variety spekulierte, der Nachdreh sei notwendig gewesen, um von der Zensur beanstandete Sequenzen zu ersetzen. Zwar wollten die Produzenten zu den erneuten Dreharbeiten nicht offiziell Stellung nehmen, doch Schauspieler Zhang Yi, der im Film die Hauptrolle des Zhang Jiusheng übernahm, veröffentlichte ein Bild vom Filmdreh und kommentierte „sind wieder nach Dunhuang zurückgekehrt; erwarte [den Film] in der Zukunft“. Es ist unklar, wie viele Sequenzen ausgetauscht werden mussten.
Währenddessen hatte Regisseur Zhang die Dreharbeiten an zwei weiteren Filmen beendet, die auf eine Veröffentlichung warten – das Drama Jian Ru Pan Shi (Under the Light) und der Kriminalfilm Impasse. Außerdem trat er in dieser Zeit als Executive Producer an dem Episodenfilm Wo He Wo De Jia Xiang (My People, My Hometown) in Erscheinung, der am 1. Oktober 2020 anlässlich der Feierlichkeiten zum chinesischen Nationalfeiertag seine Premiere in den Kinos erlebte.

### Erneuter Rückzug und letztlich Veröffentlichung in China
Eine Sekunde sollte ursprünglich am 25. November 2020 als Eröffnungsfilm des dreitägigen Golden Rooster and Hundred Flower Film Festivals in Xiamen uraufgeführt werden, in dessen Verlauf der nationale chinesische Filmpreis Goldene Hahn und die Publikumsauszeichnung 100 Blumenpreis vergeben wurden. Diese prestigeträchtige Programmierung ließ vermuten, dass sich die chinesische Regierung mit Regisseur Zhang versöhnt hatte. Einen Tag vor der Premiere wurde Eine Sekunde aber erneut wegen „technischer Gründe“ zurückgezogen und durch eine 12 Minuten längere „Special Edition“ des bereits 2019 veröffentlichten Science-Fiction-Films Die wandernde Erde von Frant Gwo ersetzt, der einen Tag später neu in den chinesischen Kinos anlief.
Der für den 27. November 2020 geplanten regulären Veröffentlichung von Eine Sekunde in den chinesischen Kinos konnte der Zwischenfall auf dem Golden Rooster and Hundred Flower Film Festival nichts anhaben. In der Zwischenzeit war Zhangs Film beim in China populären Review-Aggregator Douban auf Platz zwei der am meisten erwarteten Filme des Kinojahres gezählt worden, hinter dem amerikanischen Animationsfilm Die Croods – Alles auf Anfang. Am ersten Kinotag wurden laut der staatlichen Nachrichtenagentur Xinhua für Eine Sekunde Eintrittskarten im Wert von über 21 Mio. Yuán (über 2,6 Mio. Euro) umgesetzt. Dem Film war damit zu Anfang Erfolg an den chinesischen Kinokassen beschieden, wo er Die Croods (19,5 Mio. Yuán) hinter sich ließ und nur vom Einspielergebnis des eine Woche zuvor veröffentlichten Actionfilms Chu bao (Caught in Time) von Ho-Leung Lau (21,98 Mio. Yuán) übertroffen wurde. Nach einer Woche hatte Eine Sekunde 3,96 Mio. Yuán eingespielt, musste aber die Spitzenposition an die beiden hinter ihm platzierten Filmen abgeben und fiel an den Kinokassen auf Platz drei zurück.
Eine Sekunde wurde von einheimischen Kritikern gelobt, hatte aber Schwierigkeiten, das Mainstream-Publikum in seinem Heimatland sowie chinesische Jugendliche zu erreichen. So verzeichnete Eine Sekunde bei den populären einheimischen Review-Aggregatoren nur mittelmäßige Nutzerbewertungen (Douban: 7,9/10 Punkten, Maoyan: 8,7; die chinesischen Publikumsbewertungen sind im Vergleich zu US-amerikanischen Webseiten wie Rotten Tomatoes tendenziell höher). Dennoch belegte Zhangs Film in der Douban-Rangliste der am besten bewerteten chinesischen Kinofilme des Jahres einen zweiten Platz, hinter dem taiwanischen Familiendrama A Sun (8,5/10 Punkten).
Die in Shenzhen erscheinende englischsprachige Tageszeitung Shenzhen Daily fasste Eine Sekunde als „pikante Mischung aus Komödie und Drama“ zusammen und begrüßte es, dass Zhang einen persönlichen Film vorgelegt habe, der sich „vor allem für begeisterte Filmschaffende als reizvoll erweisen“ werde. Der Regisseur richte sich weitgehend mit „nostalgischem Blick“ auf seine erste Begegnung mit Filmmaterial. Eine Sekunde, von Editor Yuan Du „flott“ geschnitten, erwecke „ein schnörkelloses, zufälliges Gefühl“, was diejenigen Zuschauer überraschen könnte, die mit „einer großen Aussage“ über die Zeit der Kulturrevolution gerechnet hätten. Dem Film sei aber ein „Aufflackern an Frustration“ bemerkbar sowie in den „grandiosen“ und „vor Wut strotzenden“ Leistungen der Hauptdarsteller. Der Dialog werde auf ein Minimum reduziert. Der gutherzige Filmvorführer, der dem Häftling bei der Suche nach der Filmrolle unterstützen, aber gleichzeitig nicht bei den Regionalbeamten in Ungnade fallen möchte, werde von Fan Wei „geschickt“ gespielt. Seine Figur spiegele „die Komplexität des Menschen im Zeitalter der Umerziehung wider“.